# Lepidagathis danielii
Lepidagathis danielii är en akantusväxtart som beskrevs av Neusa Diniz da Cruz, J.Jiménez Ram.. Lepidagathis danielii ingår i släktet Lepidagathis och familjen akantusväxter. Inga underarter finns listade i Catalogue of Life.